# Helena Kopper

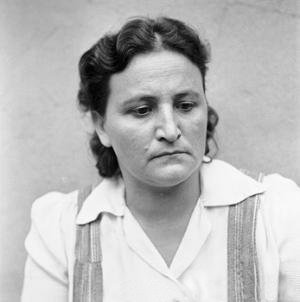
Helena Kopper im August 1945

Helena Kopper (* 24. Februar 1910 in Płoki; † unbekannt) war eine polnische Hausfrau, Häftling im KZ Auschwitz-Birkenau und Funktionshäftling in dem KZ Bergen-Belsen. Sie wurde später im ersten Bergen-Belsen-Prozess schuldig gesprochen. 

## Leben
Kopper, polnische Hausfrau und Mutter zweier Söhne, hatte an der Musikhochschule in Krakau Studiengänge im Geigen- und Klavierspiel absolviert. Sie wurde nach dem Ausbruch des Zweiten Weltkrieges wegen des Besitzes antideutscher Flugblätter von der Gestapo am 24. Juni 1940 festgenommen. Bis zum 15. Oktober 1940 war Kopper in Krakau inhaftiert und wurde von dort am 15. Oktober 1940 in das KZ Ravensbrück eingewiesen. Zwischen dem 21. Oktober 1942 bis zum 20. Dezember 1944 war Kopper Häftling im KZ Auschwitz. Fast dem gesamten Zeitraum ihrer Haftzeit in Auschwitz gehörte sie dem Strafkommando an, da sie gegen die Lagerordnung verstoßen hatte (unerlaubter Besitz von Briefen und Zigaretten). Das Strafkommando wurde von Aufseherin Irma Grese geführt und weitere Angehörige des Kommandos waren Hilde Lohbauer und Ilse Lothe. Von Auschwitz wurde Kopper in das KZ Bergen-Belsen überstellt, wo sie Ende Dezember 1944 ankam. Dort musste sie gemeinsam mit anderen Häftlingen zunächst in Zelten leben, bevor sie in einer Holzbaracke unterkommen konnte. Von Anfang Januar 1945 bis Mitte Februar 1945 war Kopper Blockälteste im Block 205. Kopper ließ sich aufgrund ihrer Nervosität von ihrem Posten als Blockälteste von der Rapportführerin entpflichten und wurde zur Lagerpolizei eingeteilt, wo sie bis Anfang März 1945 tätig war. Kopper gab in ihrer Zeugenaussage nach der Befreiung des KZ Bergen-Belsen an, von Aufseherin Hertha Ehlert geschlagen und bis zum 25. März 1945 im lagereigenen Bunker inhaftiert gewesen zu sein. Ehlert soll bei ihr Flugblätter, die aus britischen Bombern abgeworfen wurden, gefunden haben. Kopper wurde eigenen Angaben zufolge ausgezehrt und krank aus dem Bunker entlassen und kehrte danach nicht mehr zur Lagerpolizei zurück, sondern war ab dem Zeitpunkt wieder Häftling ohne weitere Funktionen. 
Nach der Befreiung des KZ Bergen-Belsen wurde Kopper am 8. Juni 1945 von der britischen Armee festgenommen und im ersten Bergen-Belsen-Prozess (Nummer der Anklage 46) wegen ihrer im KZ Bergen-Belsen begangenen Verbrechen angeklagt. Bis Prozessende versuchte Kopper  zweimal, sich das Leben zu nehmen. Während ihrer Vernehmungen gab sie zwar Misshandlungen an Gefangenen zu, führte jedoch an, diese lediglich mit einem Kleidergürtel und nur im Notfall begangen zu haben. Kopper gab auch zu, Informationen über Mithäftlinge an die Lagergestapo weitergegeben zu haben. Sie sagte weiterhin über die Aufseherinnen Johanna Bormann, Elisabeth Volkenrath und Irma Grese aus und belastete diese dabei schwer. So soll unter anderem Bormann ihren Diensthund auf sie gehetzt haben, der sie biss. Kopper wurde am 17. November 1945 zu einer Freiheitsstrafe von fünfzehn Jahren verurteilt, jedoch bereits am 26. Februar 1952 aus der Haft entlassen. Ihr Schicksal nach der Entlassung ist unbekannt.